# Рифаа ат-Тахтави
Рифа́а Ра́фи ат-Тахта́уи (1801, Тахта, Египет — 27 мая 1873, Каир) — египетский просветитель, общественный деятель, историк, писатель и переводчик. Окончил мусульманский университет аль-Азхар в Каире; в 1826—31 находился в Париже. В 1837—49 возглавлял Школу перевода (позднее — Школа языков) в Египте, с 1863 — Бюро переводов. Тахтави и его ученики перевели около 2 тысяч сочинений европейских авторов на арабский язык. В том числе известен его перевод с французского языка на арабский «Марсельезы».
Тахтави — крупный организатор народного просвещения в Египте, один из первых среди арабов поборников женского образования. В 1834 опубликовал книгу о Франции, сыгравшую большую роль в ознакомлении египтян с французской прогрессивной общественной мыслью. Известны его сочинения о путях развития Египта, Франции.
Был первым пропагандистом идей египетского патриотизма. Выступал за введение парламентской формы правления.

## Переводы на русский язык
- Рифаа Рафи ат-Тахтави. Извлечение чистого золота из кратного описания Парижа, или Драгоценный диван сведений о Париже. — Пер. с араб. В. Н. Кирпиченко. — М.: Наука, серия «Литературные памятники», 2009.